# Acció Popular Catalana
Acció Popular Catalana (APC) fou un partit polític català conservador durant la Segona República Espanyola. Es va fundar l'octubre de 1934 i estava adherit a la CEDA espanyola. Fou dirigit especialment per J. O. Anguera de Sojo, Lluís Jover i Nonell i Josep Cirera i Voltà. Aconseguí un cert predomini entre alguns sectors de propietaris agrícoles en combatre la llei de Contractes de Conreu, més durament encara que el partit conservador majoritari: la Lliga. Aquesta fèrria oposició li va valdre el suport de l'Institut Agrícola Català de Sant Isidre, del qual Cirera en aquells moments era el president. A les eleccions generals del febrer de 1936 per elegir els diputats a les Corts formà part de la coalició del Front Català d'Ordre però no obtingué cap escó. Amb l'esclat de la guerra civil el partit va desaparèixer. Posteriorment molts dels seus dirigents es van integrar al règim franquista.